# Добри Дол (Врапчиште)
Добри Дол (мкд. Добри Дол) је насеље у Северној Македонији, у северозападном делу државе. Добри Дол припада општини Врапчиште.

## Географија
Насеље Добри Дол је смештено у северозападном делу Северне Македоније. Од најближег већег града, Гостивара 10 km северно.
Добри Дол се налази у горњем делу историјске области Полог. Насеље је положено на западном ободу Полошког поља. Источно од насеља пружа се поље, а западно се издиже Шар-планина. Надморска висина насеља је приближно 570 метара.
Клима у насељу је умерено континентална.

## Становништво
Добри Дол је према последњем попису из 2002. године имао 5.223 становника.
Претежно становништво у насељу су Албанци (99%).
Већинска вероисповест је ислам.